# Ulex cantabricus
Ulex cantabricus là một loài thực vật có hoa trong họ Đậu. Loài này được Alvarez & al. miêu tả khoa học đầu tiên.